# Abdelmajid R'chich
Abdelmajid R'chich, est un cinéaste marocain né à Kénitra le 28 mars 1942. 

## Biographie
Abdelmajid Rechiche fait ses études à Paris, étudiant à l’IDHEC (aujourd'hui La Femis) dont il sort diplômé en 1963 dans la promotion de Theo Angelopoulos. Il commence sa carrière de cinéaste en tant que cadreur sur divers courts métrages produits par le Centre cinématographique marocain (CCM) puis rejoint l'ULB à Bruxelles où il entame des études d'anthropologie et d'histoire de l'art.
De retour au CCM, il exerce les fonctions de directeur de la photographie, producteur, directeur technique et réalisateur. En 1987, il fonde la société Puma Production. Il écrit et met en scène quelques courts métrages tels que 6/12, Al Borak, La Marche verte ou encore Le Partage des eaux. 
En 1999, il réalise le long métrage Histoire d'une rose d'après un roman de François Bonjean, produit par Canal+, qui connaitra un succès international. Ce film regroupant une panoplie d'acteurs marocains de renom, lancera la carrière de l'actrice Asmaa El Khamlichi. Par la suite, il enchaîne avec quelques téléfilms dont Saïda qui bat le record d'audience national au Maroc[réf. nécessaire]. 
En 2005, il revient avec le long métrage Ailes brisées, mettant en scène entre autres Rachid El Ouali et Fatima Khair
Il fonde en 2009 la société de production Princart avec sa fille Zineb, qu’ils gèrent conjointement.

## Filmographie

### courts métrages
- 1968 : 6/12
- 1970 : Forêt
- 1973 : Al Borak
- 1975 : La Marche verte
- 1978 : Scènes de chasse au Dadès
- 1993 : Mosquée Hassan II
- 1995 : Salé, la splendeur d'une mémoire
- 1996 : Le Partage des eaux
- 1998 : Kasbahs et Ksours

### longs métrages
- 2000 : L'Histoire d'une rose
- 2005 : Ailes brisées
- 2011 : Mémoire d'argile

## Récompenses
- 2000 : Meilleur film étranger au Festival du film de Modène - L'Histoire d'une rose
- 2005 : Meilleur film étranger au Festival de Damas - Ailes brisées
- 2010 : Hommage pour l'ensemble de sa carrière à Kénitra, sa ville natale